# Tortricites
Tortricites là một chi bướm đêm thuộc phân họ Tortricinae của họ Tortricidae.

## Các loài
- Tortricites sadilenkoi Kozlov, in Ponomarenko, 1988
- Tortricites skalskii Kozlov, in Ponomarenko, 1988